# Taricha
Taricha – rodzaj płazów ogoniastych z podrodziny Pleurodelinae w rodzinie salamandrowatych (Salamandridae).

## Zasięg występowania
Rodzaj obejmuje gatunki występujące w regionie przybrzeżnego Pacyfiku od południowej Alaski po południową Kalifornię w Stanach Zjednoczonych.

## Systematyka

### Etymologia
- Taricha: gr. ταριχος tarikhos „zabalsamowane ciało, mumia”[6].
- Paleotaricha: gr. παλαιος palaios „starożytny, stary”[7]; rodzaj Taricha J.E. Gray, 1850. Gatunek typowy: Paleotaricha oligocenica Frank, 1955.
- Twittya: Victor Chandler Twitty (1901–1967), amerykański herpetolog[4]. Gatunek typowy: Triturus rivularis Twitty, 1935.

### Podział systematyczny
Do rodzaju należą następujące gatunki:
- Taricha granulosa (Skilton, 1849) – pacyfotryton szorstki
- Taricha rivularis (Twitty, 1935)
- Taricha sierrae (Twitty, 1942)
- Taricha torosa (Rathke, 1833) – pacyfotryton kalifornijski